# 響 (ドラマー)
響（ひびき、1993年7月13日 - ）は、日本のドラマーであり、ヴィジュアル系ロックバンド、摩天楼オペラのメンバー。本名は白石 響（しらいし ひびき）。Pearl、Zildjian、Vratimのエンドースアーティスト。

## 略歴
大学入学と共にドラムを本格的に始め、在学中の2014年に日本のエレクトロコアバンドSEVER BLACK PARANOIAに加入。その後2016年には日本のメタルコアバンドA Ghost of Flareにも加入し、それと並行して数多くのバンドのサポートドラマーとして活動する。
2019年にはサポート期間を経てヴィジュアル系ロックバンド摩天楼オペラに正式メンバーとして加入。同年2月には初参加のアルバム 『Human Dignity』 でKING RECORDSよりメジャーデビューを果たした。自身のバンド以外にも、tetsuya (L'Arc〜en〜Ciel)によるL'Arc〜en〜Cielのトリビュートバンド「Like-an-Angel」や、DAIGOがボーカルを務めるBREAKERZなど、数多くのアーティストのライブ、レコーディングにも参加している。
2020年よりドラムカバーを中心にYouTubeへの動画投稿を開始すると、2年間でチャンネル登録者が50,000人を突破した。
また、2023年にはPearl Drumsよりシグネチャースティックが発売開始となった。 

他にも数多くのドラムクリニックへの参加、ドラム雑誌「リズム&ドラム・マガジン」での連載など、バンド以外にも幅広い音楽活動を行っている。

## 人物
プロミュージシャンである両親の影響でパーカッションやピアノを幼い頃から習っていたが、中学では野球部、高校ではテニス部と、音楽とはほとんど関係のない学生生活を送っていた。ドラムを触ったきっかけは高校の音楽の授業で、その後大学で軽音サークルに入ったことをきっかけにドラムを本格的に始める。
X JAPANのYOSHIKIに影響を受けており、現在得意としている高速プレイを志したきっかけでもある。

## 使用機材
ドラムセットはPearl、シンバルはZildjianを使用。ラックを使って組み上げられたツーバスキットで、赤と黒を基調としたオリジナルカラー仕様。2バス、3タム、2フロアのドラムセットに加え、数多く設置されているシンバル類がシンメトリックにセッティングされている。ペダルはPearlのブラックデーモンチェーンドライブを使用。スティックはPearlのオリジナルモデルを使用。

## 参加作品
- 摩天楼オペラ
  - 『六花』
  - 『17th Anniversary Live 2024.5.4 LINE CUBE SHIBUYA』
  - 『夜明けは雪と共に』
  - 『闇を喰む』
  - 『EVIL』
  - 『16th Anniversary Live -翠玉のワルツ- 2023.5.4 Zepp Haneda』
  - 『翠玉のワルツ』
  - 『真実を知っていく物語』
  - 『終わらぬ涙の海で』
  - 『有観客配信LIVE -共鳴する心音- at CLUB CITTA’ 2021.3.1』
  - 『儚く消える愛の讃歌』
  - 『Chronos』
  - 『HUMAN DIGNITY TOUR -9038270- FINAL AT TSUTAYA O-EAST 2019.12.6』(Blu-ray & DVD)
  - 『Human Dignity』
  - 『Invisible Chaos』

- BREAKERZ
  - 『Bintage』
  - 『BREAKERZ BEST -SINGLEZ- 15周年記念 Special Deluxe Edition for TEAM BREAKERZ』
  - 『SWEET MOON LIGHT Special Deluxe Edition for TEAM BREAKERZ』

- Cö shu Nie feat. HYDE『MAISIE』(参加楽曲はCö shu Nie名義)
- HAZUKI
  - 『EGØIST』
  - 『逆鱗＋』

- HYDE『HYDE [INSIDE]』
- Like-an-Angel『Angel beside yoU』
- 熊田茜音『世界が晴れたら』
- JVM Roses Blood Symphony
  - 『協奏曲 〜耽美なる血統〜』
  - 『協奏曲 〜耽美なる血統〜 [Seth Ver.]』
  - 『協奏曲 〜耽美なる血統〜 [KAMIJO Ver.]』
  - 『協奏曲 〜耽美なる血統〜 [ASAGI Ver.]』
  - 『協奏曲 〜耽美なる血統〜 [苑 Ver.]』
- CHAOS CONTROL
  - 『Lost In Time』
  - 『The Legacy Within』
  - 『The Legacy Within (Single)』
  - 『Karma (feat. Guilherme Hirose)』
  - 『Call Of The Abyss』
- 直『666-triple six-』
- SQUARE ENIX MUSIC『FINAL FANTASY Record Keeper Original Soundtrack Vol.5』
- Jinx Artchive『FATELESS (Zephyrianna × BOH × 響)』
- 1nori
  - 『傀儡』
  - 『傀儡 -Single-』
- Anlimit
  - 『Burning Heart』
  - 『Dawn Of Black』
- A Ghost of Flare
  - 『Soul Burner』
  - 『Aerials』
  - 『RAGING STORM』
  - 『ENDLESS DEMISE』
  - 『IGNITE』

- SEVER BLACK PARANOIA
  - 『亜種』
  - 『FLYING LEAP EP』
  - 『ELIZA』

- DIMLIM『「」』

- シグマメモリア『INNOCENCE』

- iNSOMNiA『ARCANA』

## 参加アーティスト
- 摩天楼オペラ
- BREAKERZ
- Cö shu Nie
- DAIGO☆STARDUST
- IKE
- IKUO
- HAZUKI
- HYDE
- Like-an-Angel
- Unveil Raze
- ZOMBIE
- 熊田茜音
- 今陽子
- 舘形比呂一
- JVM Roses Blood Symphony
- SQUARE ENIX MUSIC
- 私立恵比寿中学斗横浜銀蝿40th (私立恵比寿中学と横浜銀蝿40thによるコラボバンド)
- A Ghost of Flare
- SEVER BLACK PARANOIA
- Broken By The Scream
- DIMLIM
- Earthists.
- Sailing Before The Wind
- 「Story of Hope」
- おはようございます
- キバオブアキバ

など

## 出演

### CM
- 日本マクドナルド「チーチーダブチ/てりやき『LUNA CHEE』篇」（2025年8月19日 - ） - LUNA SEA公認コピーバンド・“LUNA CHEE”メンバーとして出演[5]